# Liquorentnahme-Entscheidung
Die Entscheidung des Bundesverfassungsgerichts zur Liquorentnahme gegen den Willen des Betroffenen ist eine am 10. Juni 1963 ergangene Entscheidung des deutschen Bundesverfassungsgerichts. Sie ist historisch und verfassungsrechtlich bedeutsam, da sie das wechselseitige Verhältnis von staatlichen Eingriffsbefugnissen und individuellen Freiheitsrechten (hier: Recht auf körperliche Unversehrtheit) abgrenzte und klarstellte, dass nach dem Verhältnismäßigkeitsgrundsatz die Anwendung eines an sich verfassungsgemäßen Gesetzes im Einzelfall verfassungswidrig sein kann.

## Hintergrund
Im Rahmen eines Strafverfahrens kamen dem zuständigen Amtsrichter Zweifel an der Zurechnungsfähigkeit des Angeklagten. Um diese Frage zu klären, hielt der Richter eine Entnahme von Liquor cerebrospinalis, d. h. Gehirn- und Rückenmarksflüssigkeit, für erforderlich, was einen schmerzhaften und nicht risikofreien medizinischen Eingriff bedeutet hätte. Als der Angeklagte seine Zustimmung zu diesem Eingriff verweigerte, ordnete das Amtsgericht ihn auf Grundlage einer strafprozessualen Vorschrift (§ 81a StPO) an. Hiergegen erhob der Angeklagte Verfassungsbeschwerde zum Bundesverfassungsgericht.

## Entscheidung
Der Angeklagte stützte seine Beschwerde auf die Verletzung des Grundrechts auf rechtliches Gehör (Art. 103 Abs. 1 GG) und das Grundrecht auf körperliche Unversehrtheit (Art. 2 Abs. 2 GG).
Das Bundesverfassungsgericht ging nur auf letzteren Punkt ein.
Es entschied, dass die gesetzliche Grundlage für körperliche Eingriffe im Strafverfahren (§ 81a StPO) an sich verfassungsgemäß sei, ihre Anwendung im Einzelfall als Grundlage für eine Liquorentnahme wegen des Grundsatzes der Verhältnismäßigkeit aber nicht. Im Fall handle es sich strafrechtlich um eine Bagatellsache ohne Geschädigte, bei der nur eine geringe Strafe oder gar Einstellung wegen Geringfügigkeit zu erwarten sei. Demgegenüber sei eine Liquorentnahme ein nicht belangloser körperlicher Eingriff und ihre zwangsweise Verhängung in einer Bagatellangelegenheit nicht gerechtfertigt.

## Quelle
- BVerfGE 16, 194 = NJW 1963, 1597